# Vanda & Young
Vanda & Young jsou Harry Vanda (* jako Johannes Hendricus Jacob Vandenberg, 22. března 1946, Haag, Nizozemsko) a George Young (* jako George Redburn Young, 6. listopadu 1946, Cranhill, Glasgow, Skotsko – 2017). Oba hráli v šedesátých letech 20. století v rock and rollové skupině Easybeats. George byl starší bratr Anguse a Malcolma Younga z hard rockové kapely AC/DC.

## Výběr písní napsaných duem Vanda & Young
- "Friday on My Mind" – The Easybeats, David Bowie, London, Gary Moore, Richard Thompson
- "Good Times" – The Easybeats, INXS & Jimmy Barnes (1986)
- "Evie, Parts 1, 2 & 3" – Stevie Wright (1974), Pat Travers Band (1978), The Wrights (2004), Suzi Quatro
- "Hard Road – Stevie Wright, Rod Stewart
- "Black Eyed Bruiser – Stevie Wright (1975), Rose Tattoo (2007)
- "Love is in the Air" – John Paul Young (1978)/(1992)
- "Standing In The Rain" – John Paul Young (1976)
- "I Hate The Music" – John Paul Young (1976)
- "Yesterday's Hero" – John Paul Young (1975), Bay City Rollers (1976)
- "Down Among the Dead Men" – Flash and the Pan (1978)
- "Hey St Peter" – Flash and the Pan 1976
- "Walking in the Rain" – Flash and the Pan, Grace Jones
- "Waiting for a Train" – Flash and the Pan
- "Midnight Man" – Flash and the Pan
- "Runnin' for the Red Light (I Gotta Life)" – Meat Loaf
- "Show No Mercy" – Mark Williams (1990)